# Kevin Burke
Kevin Burke (Londra, 1950) è un violinista irlandese.
È considerato tra i migliori violinisti di musica irlandese viventi. Nato nel 1950 a Londra da genitori originari della contea di Sligo, Burke iniziò a suonare il violino all'età di otto anni, acquisendo una notevole abilità e conoscenza nello stile di suonare il fiddle caratteristico della zona di Sligo. Nel 1974, si trasferì in Irlanda, dove formò un duo con il cantante Christy Moore, un ex membro del gruppo Planxty. Nel 1976 divenne un membro del gruppo di musica irlandese The Bothy Band. Nel 1979, Burke si starferì negli Stati Uniti e si stabilì a Portland. Lì formò un duo con il chitarrista Mícheál Ó Domhnaill. Insieme, essi hanno girato per gli Stati Uniti e l'Europa, e hanno registrato due famosi album, Promenade (1979) e Portland (1982).
Nei primi anni 80, Burke ha partecipato al Legends of Irish Music, dove ha suonato con i noti musicisti irlandesi Andy Irvine (come voce, bouzouki, mandolino e armonica) e Jackie Daly (come fisarmonica). Insieme hanno formato il gruppo Patrick Street. Nel 1992, Burke ha inciso un album da solista, al quale hanno partecipato Mark Graham (come armonica, clarinetto e voce), Paul Kotopish (come chitarra, mandolino, citara, basso) e Sandy Silva (come fisarmonica). Questi tre artisti formano il nucleo del suo attuale gruppo. Nel corso degli anni 90, Burke ha compiuto tour e registrato con il violinista scozzese Johnny Cunningham e con il violinista bretone Christian Lemaitre, sotto il nome del supergruppo Celtic Fiddle Festival. Nel 2002 Burke ha vinto il National Heritage Fellowship, donatogli dal National Endowment for the Arts. 
Kevin Burke attualmente vive a Portland, in Oregon con sua moglie e i suoi due figli.

## Discografia
Album da solista:
- Sweeney's Dream (1972)
- If the Cap Fits (1978)
- Eavesdropper (1981) (con Jackie Daly)
- Up Close (1984)
- In Concert (1999)

Con il Celtic Fiddle Festival
- Celtic Fiddle Festival (1993)
- Celtic Fiddle Festival: Encore (1998)
- Rendezvous (2001)
- Play On (2005)
- Equinoxe (2008)

Con Mícheál Ó Domhnaill
- Promenade (1979)
- Portland (1982)

Con gli Open House
- Open House (1992)
- Second Story (1994)
- Hoof and Mouth (1997)